# IAAF World Relays 2014 - Staffetta 4×800 metri maschile
La gara della staffetta 4×800 metri maschile delle IAAF World Relays 2014 si è svolta sabato 24 maggio 2014.

## Podio
| Pos.    | Atleta                                                                               | Nazionalità | Tempo                                    |
| ------- | ------------------------------------------------------------------------------------ | ----------- | ---------------------------------------- |
| Oro     | Kenya Ferguson Cheruiyot Rotich Sammy Kibet Kirongo Job Koech Kinyor Alfred Kipketer | 7'08"40     | Record dei campionati                    |
| Argento | Polonia Karol Konieczny Szymon Krawczyk Marcin Lewandowski Adam Kszczot              | 7'08"69     | Record nazionale                         |
| Bronzo  | Stati Uniti Michael Rutt Robby Andrews Brandon Johnson Duane Solomon                 | 7'09"06     | Miglior prestazione personale stagionale |

### Record
Prima di questa competizione, il record del mondo (WR) e il record dei campionati (CR) erano i seguenti.
| Record                | Prestazione | Atleta                                                           | Data                             | Competizione |
| --------------------- | ----------- | ---------------------------------------------------------------- | -------------------------------- | ------------ |
| Record mondiale       | 7'02"43     | Kenya Joseph Mutua William Yiampoy Ismael Kombich Wilfred Bungei | 25 agosto 2006 Bruxelles, Belgio |              |
| Record dei campionati | -           | -                                                                | -                                | -            |

## Finale
La finale si è disputata alle 18:15 di sabato 24 maggio 2014.
| Pos.    | Nazione                                                                              | Tempo   | Note                                     |
| ------- | ------------------------------------------------------------------------------------ | ------- | ---------------------------------------- |
| Oro     | Kenya Ferguson Cheruiyot Rotich Sammy Kibet Kirongo Job Koech Kinyor Alfred Kipketer | 7'08"40 | Record dei campionati                    |
| Argento | Polonia Karol Konieczny Szymon Krawczyk Marcin Lewandowski Adam Kszczot              | 7'08"69 | Record nazionale                         |
| Bronzo  | Stati Uniti Michael Rutt Robby Andrews Brandon Johnson Duane Solomon                 | 7'09"06 | Miglior prestazione personale stagionale |
| 4       | Australia Joshua Ralph Ryan Gregson Jordan Williamsz Jared West                      | 7'11"48 |                                          |
| 5       | Spagna Kevin López Luis Alberto Marco Alejandro Rodríguez Francisco Roldán           | 7'19"90 | Miglior prestazione personale stagionale |
| 6       | Messico Bryan Martinez César Daniel Belman Christopher Sandoval José María Martínez  | 1'21"12 | Record nazionale                         |
| 7       | Bermuda Shaquille Dill Aaron Evans Lamont Marshall Trey Simons                       | 7'21"87 | Record nazionale                         |
| 8       | Slovacchia Jozef Repcìk Jozef Pelikán Dušan Páleník Tomas Timoransky                 | 7'32"87 | Record nazionale                         |
| 9       | Uganda Peter Agaba Julius Mutekanga Peter Okwera Geoffrey Lukwiya Akena              | 7'53"34 | Record nazionale                         |